# Rosa Iribarren
Rosa Iribarren Iribarren (Tudela, Navarra, 1894 - Madrid, 10 de julio de 1958) fue una pintora navarra, fue la primera mujer en recibir una ayuda económica por el arte por parte de la Diputación Foral de Navarra. Pertenece a la generación de pintores de Navarra nacidos a finales del siglo XIX y principios del XX junto a artistas como Emilio Sánchez Cayuela, Leocadio Muro Urriza, Karle Garmendia, Eugenio Menaya, Antonio Cabasés, Crispín Martínez, Juan Viscarret o Pedro Lozano de Sotés y su esposa Francis Bartolozzi, madrileña afincada en Navarra durante más de sesenta años.

## Biografía
Rosa Iribarren, nacida en Tudela (1894) fue hija de Bonifacio Iribarren y Leonor Iribarren. Las primeras noticias que hay sobre su vida datan del año 1905 cuando en un medio local se le reconoció su “extensión y gran facilidad de palabra en su discurso”. Años después decidió continuar con sus estudios, por lo que se trasladó a Pamplona a continuar su formación en la escuela de las Dominicas. Su interés en el arte se dio gracias a su tío Inocencio Ortiz quien era un pintor aficionado, por lo que en su estancia en Pamplona dio sus primeros pasos en el arte en la academia del maestro Javier Ciga. Posteriormente, a principio de los años 20, se trasladó a Madrid para continuar con su formación siendo la aprendiz de Cecilio Plá. 
Rosa Iribarren cuenta con el honor de ser la primera mujer navarra en conseguir la ayuda económica de la Diputación Foral de Navarra, la cual consiguió en 1924, logrando mantenerla hasta 1926. La artista decidió establecer su residencia en Madrid, pero sin olvidar nunca su tierra natal, dedicándose a ser copista para el Museo del Prado junto a Natalio Hualde, otro artista navarro establecido en la capital. Fue premiada en varias ocasiones, la primera  en 1926 en el Certamen de Arte del Ayuntamiento de Pamplona gracias a su obra el Segoviano, consiguió repetir su hazaña en el certamen de 1928 con otra medalla de plata con la obra Las canasteras. También fue premiada en el año 1951 con la medalla de plata en la Exposición Nacional de cuadros de la pasión, gracias a la obra La ofrenda. Rosa acabaría falleciendo el 10 de julio de 1958 en Madrid, habiendo estado casada con Benito Escudero Inglan, matrimonio que no dejaría descendencia.

## Estilo artístico
Las obras de Rosa Iribarren se caracterizan por su uso de la técnica del óleo y por ser obras figurativas y realistas. Entre las temáticas más recurrentes están los paisajes, los cuales se centran sobre todo en los campos de Navarra, y en menor medida en bodegones. Aunque también destaca en su obra su labor como copista del Prado, trabajando en cuadros como El Niño de Vallecas de Velázquez o El infante don Carlos de Goya entre otros.

## Exposiciones
Sus obras han sido expuestas en diversas ocasiones, siendo la primera vez en la exposición de artistas tudelanos, por parte de la Sociedad de Estudios Vascos en el año 1934. También se pudieron apreciar sus obras en la Exposición de artistas Navarros de julio de 1940 organizada por la jefatura provincial de propaganda de Pamplona.Posteriormente en el año 2023 se realizó una exposición de diferentes artistas navarros del siglo XX en el Museo Gustavo de Maeztu, en donde se podían apreciar distintas obras realizadas por Rosa Iribarren entre otros muchos artistas navarros. Hoy en día se pueden apreciar algunos cuadros suyos como Tiburcio de Redín colgado en la Diputación Foral de Navarra.